# Gostkowo (powiat ciechanowski)
Gostkowo – wieś w Polsce, położona w województwie mazowieckim, w powiecie ciechanowskim, w gminie Gołymin-Ośrodek.
Wchodzi w skład sołectwa Wróblewko.
Do 2024 r. miejscowość była częścią wsi Wróblewko. W latach 1975–1998 Gostkowo należało administracyjnie do województwa ciechanowskiego.
Urodził się tu Józef Smoleński – generał brygady Wojska Polskiego, uczestnik walk o niepodległość Polski w I i II wojnie światowej oraz wojnie z bolszewikami, zastępca Komendanta Głównego Związku Walki Zbrojnej od maja do czerwca 1940 roku.